# Once Upon a Time in the West (álbum)
Once Upon a Time in the West é o segundo álbum da banda britânica Hard-Fi, lançado em 2008.
A data de estréia foi no dia 3 de Setembro, pela Necessary Records e Atantic Records com a Warner Music do Reino Unido. A banda confirma seu estilo revindicante neste álbum. As canções criticam questões na sociedade, como a guerra no oriente médio e a imigração ilegal. Uma semana após a estréia, o álbum atingiu a 1° colocação no Reino-Unido, diferente do Stars of CCTV. No European Top Albums, o álbum foi posicionado na 5° colocação. Segundo o Hard-Fi, este seria um álbum melhor que seu antessesor, porém, isto não foi o ocorrido segundo aos ouvintes.
A primeira faixa à ser lançada foi "Suburban Knights", que em 20 de Agosto de 2007  conquistou a 7° colocação nas paradas Britânicas e a venda legalizada da canção foi postada em 13 de Agosto. Esta canção foi sucedida de "Can't Get Along (Without You)" em 12 de Novembro, que não obteve muito sucesso na 45° posição, sendo esta a mais inferior colocação de uma das canções do Hard-Fi. No Peru, a música ganhou a primeira colocação uma semana após a estréia, permanecendo nesta por duas semanas. Em 10 de Março, "I Shall Overcome" tormou-se o terceiro single estreado do álbum.
A arte gráfica do álbum recebeu algumas aletrações publicitárias, que por mais negativa que seja, a banda escolheu  —  opostamente aconselhado pelo prorietário da gravadora  — para não ter somente uma versão, a oficial. Richard Archer situou a banda como escassa para "ser limitada em regras". A arte gráfica oficial, com a frase "No Cover Art.", faz uma sátira à atual realidade de a sociedade ter o fácil acesso com downloads ao que antes pelo memos parecia ser exclusivo e pagante, inclusive uma arte gráfica de um álbum, antes mais acessível com a compra de seu respectivo álbum.

## Faixas
1. "Suburban Knights"
2. "I Shall Overcome"
3. "Tonight"
4. "Watch Me Fall Apart"
5. "I Close My Eyes"
6. "Television"
7. "Help Me Please"
8. "Can't Get Along (Without You)"
9. "We Need Love"
10. "Little Angel"
11. "The King"

## Nas paradas musicais
| Parada musical (2007)            | Posição |
| -------------------------------- | ------- |
| Top 75 dos álbuns no Reino-Unido | 1°      |
| Top 75 dos álbuns na Irlanda     | 3°      |
| Top 40 dos álbuns no mundo       | 21°     |
| Top 100 dos álbuns na Alemanha   | 39°     |
| Top 100 dos álbuns na Suécia     | 49°     |
| Top 75 dos álbuns na Austria     | 51°     |
| Top 150 dos álbuns na França     | 99°     |